# Monika Timková
 Monika Timková (* 11. října 1990 Trutnov) je česká divadelní, televizní a filmová herečka.

## Osobní život
Narodila se 11. října 1990 v Trutnově rodičům Monice (pracovnice ve farmaceutickém průmyslu) a otci Dušanovi (zaměstnán ve strojírenství). Vystudovala konzervatoř a sociální a mediální komunikaci na Univerzitě Jana Amose Komenského v Praze. Její nejlepší kamarádkou je herečka Marie Doležalová. Koncem roku 2014 se stala partnerkou herce Jakuba Štáfka. V roce 2015 byla vyhlášena vítězkou soutěže Miss Academia

## Kariéra
V roce 2006 byla přijata na hereckou konzervatoř, kde úspěšně odmaturovala pod vedením
Františka Laurina a Johany Tesařové.
Několik rolí si zahrála v divadlech K4, Reduta, Divadlo Járy Cimrmana, momentálně hraje v Divadle Palace.
Mezi její významné filmové a televizní role patří například role Terezy ve filmovém zpracování románu Miloše Urbana Santiniho jazyk a role princezny Amálky v pohádce Karla Janáka, Princezna a písař. Od roku 2018 je staničním hlasem Fajn Rádia.

## Filmografie
- 2010 – Čapkovy kapsy
- 2010 – Ach, ty vraždy!
- 2011 – Santiniho jazyk
- 2012 – Vyprávěj
- 2013 – Kameňák 4
- 2014 – Princezna a písař
- 2015 – Nebezpečná kořist

## Divadlo
- Komorní činohra Praha, Kitty Flynn, 2009
- Agentura AP Prosper Praha, Jo, není to jednoduché, 2013 – Sarah
- Východočeské divadlo Pardubice, Charleyova teta, 2013 – Ela Delahayová, alternace j.h.
- Letní shakespearovské slavnosti, Večer tříkrálový aneb Cokoli chcete, 2016 – role Viola